# Пакем (сорт груш)
 'Пакем'  (англ. Packham) или  'Пакемс'  (полное название:  'Триумф  Пакема' ; англ. Packham's Triumph) — сорт груши обыкновенной. 

## История и название
Сорт был выведен в 1896 году в Австралии садоводом М. Пакемом (англ. Packham). Сорт представляет собой гибрид широко распространённого сорта 'Вильямс'  с другим, малоизвестным сортом. С 1910 года культивируется во Франции, в наше время в значительных количествах выращивается также в Аргентине.
Плоды груши этого сорта крупные, с широким основанием, неправильной формы. Мякоть (у спелого фрукта): желтовато-белая, сочная, сладкая, ароматная, слегка терпкая. Срок созревания (в южной части Европы): в сентябре-октябре. Сорт отличается высокой урожайностью. Зимостойкость низкая.